# Queen Anne’s Gate 16/18

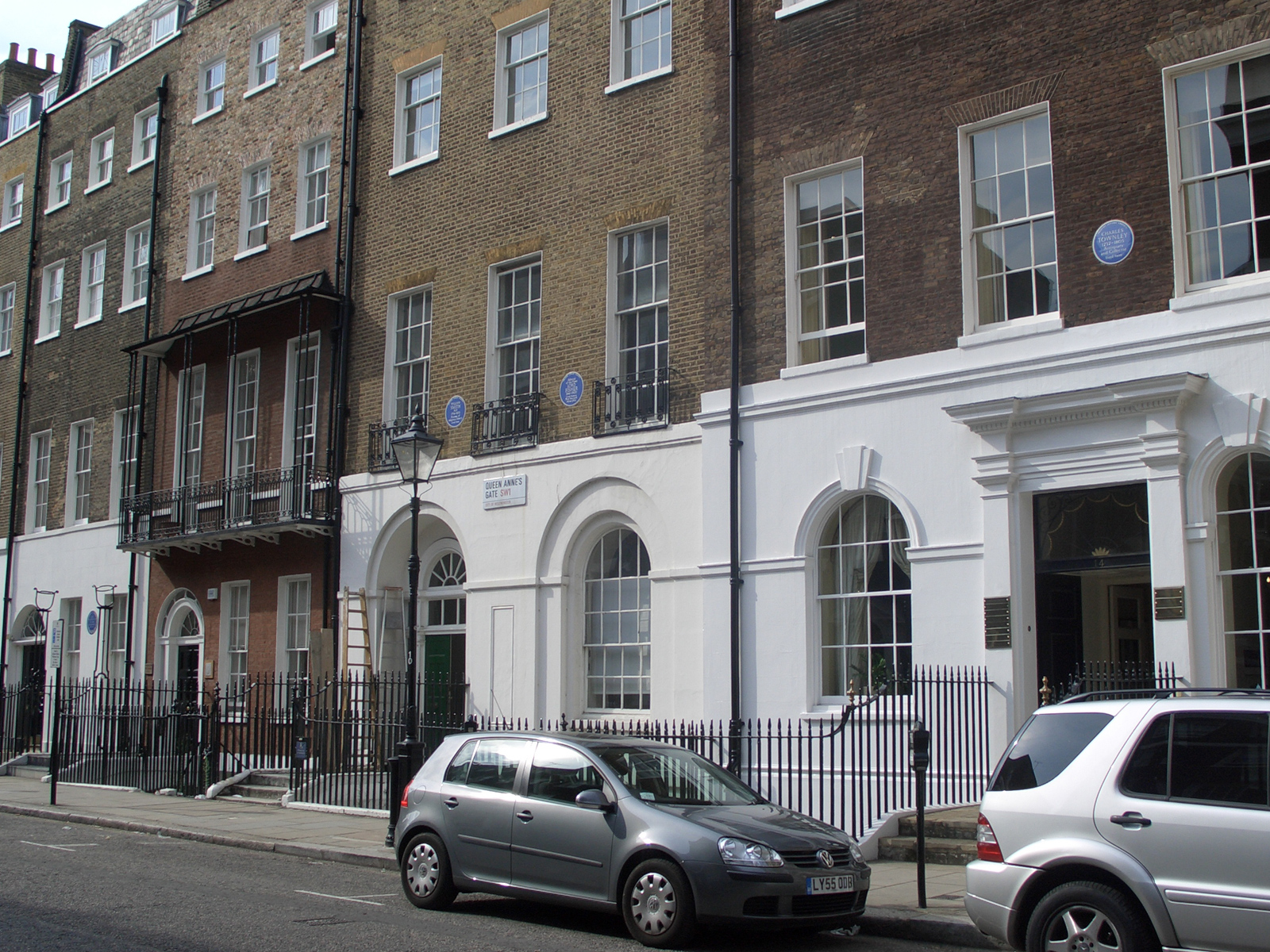
Queen Anne’s Gate 16/18

Queen Anne’s Gate 16/18 – w latach 1884–1966 adres siedziby brytyjskich służb wywiadowczych.
Pod tym londyńskim adresem, naprzeciwko St. James Park stał niewielki dom, gdzie od 1884 do 1901 mieściła się siedziba wywiadu brytyjskiej armii. W 1909 zorganizowano tam siedzibę - biuro i oficjalną rezydencję - kpt. Mansfielda Cumminga, pierwszego szefa Secret Intelligence Service (MI6). Na jego polecenie budynek połączono tajnym przejściem z główną siedzibą MI6, Broadwayem.
Cumming urzędował w tym gmachu do 1923, pozostawiając go swoim następcom aż do 1966 - wtedy to 
obiekt przeniesiono do nowoczesnego Vauxhall Cross - Vauxhall.

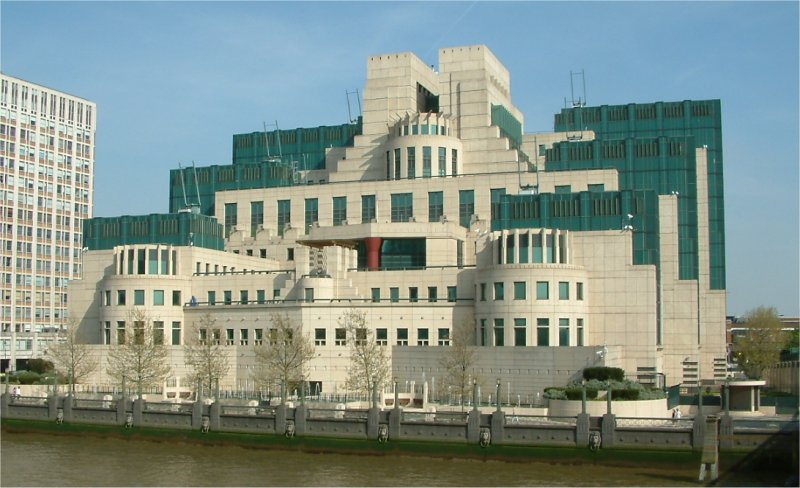
Nowa siedziba MI6